# 서울 필하모닉
서울필하모닉은(뉴서울필하모닉) 일반대중에 클래식음악을 정착시키기 위한 폭넓은 연주활동 및 교류사업을 전개하고 한국 교향악의 보급 및 발전에 이바지하기 위하여 1991년 5월에 창립되었다.

## 연혁
1991년 "대중 속에 사랑 받는 정통 오케스트라"라는 취지 아래 성악가 출신 김혜란 교수, 첼리스트 출신 김봉 교수 그리고 60여명의 유능한 연주자들이 모여 처음 연주 활동을 시작하였고, 1997년 안당 단장의 제2창단으로 지금에 이르렀다. 2017년 창단 26년 이래 2,600여 회의 각종 정기연주회, 오페라공연 및 기획음악회를 개최하였으며, 그동안 197회의 민간교향악단 사상 최고 많은 횟수의 정기연주회와 매년 80회 이상의 공연을 하는 정통교향악단으로 성장하였다.

## 주요 사업
서울필하모닉의 주요 사업은 정기연주회 및 기획연주회 개최, 유능한 연주인의 발굴과 등용, 연주인 국제교류, 클래식 음악발전을 위한 조사연구 등이다.

## 주요 활동
서울필하모닉은 매년 100회상 연주하며 그중 정기연주회 8회 개최하고 있다. 2010년과 2012년은 대한민국 오페라 페스티벌 전 작품을 예술의전당 오페라극장에서 연주하며, 민간 오페라연합 협회로부터 오페라 반주 최우수 단체로 선정되어 수상을 하였으며, 그 외에 시리즈 음악회로는 "신인발굴음악회", "아티스트페스티벌" 등을 통하여 클래식 음악을 이끌어 나갈 신인을 발굴하고, 환경의 소중함을 일깨우는 양평용문산 "환경 음악회", "무역센터 클래식 음악회", "해설음악회(오페라여행, 뮤지컬여행, 발레여행 등)" 등이 있으며, 관객들을 직접 찾아 가는 공단 및 기업음악회등 다양한 기획공연을 개최하여 클래식 대중화를 주도하고 있다. 또한 국가행사를 비롯하여 유능한 인재를 발굴하기 위하여 별도의 사업으로 서울필하모닉 콩쿠르도 개최하고 있다.
서울필하모닉은 2015년 창단 24주년을 맞이하였다. 음악적 취약 계층의 저소득층과 소외계층, 지방의 소외계층 등을 찾아가 공연하기도 한다.